# 6740 Goff
6740 Goff è un asteroide della fascia principale. Scoperto nel 1993, presenta un'orbita caratterizzata da un semiasse maggiore pari a 2,5626916 UA e da un'eccentricità di 0,1093193, inclinata di 14,79785° rispetto all'eclittica.